# Zababasumaidina
Zababasumaidina (Zababa-shuma-iddina) ou Zababasumaidim (Zababa-shuma-iddin) foi o penúltimo rei cassita que reinou na Babilônia por um ano (em 1 158 a.C.), sucedendo à seu pai Merodaque-Baladã I.

## Reinado
Após um ano de reinado, os soldados assírios, sob o comando do rei assírio Assurdã I (r. 1179–1133 a.C.), invadiram a região do Pequeno Zabe e ocuparam várias cidades próximas ao rio que estavam sob a soberania da Babilônia (Zabana, Irritabili, etc.) e o território de Salu.
No ano seguinte, o país foi invadido por Sutruque-Nacunte, de Elão, que o ocupou completamente ao entrar na capital da Babilônia. Zababasumaidina foi deposto e o próprio Sutruque-Nacunte obteve a coroa e o título de rei da Babilônia e da Suméria, que então, ao retornar ao seu país, entregaram seu filho e herdeiro Cutir-Nacunte III.